# Bokeo
Bokeo är en provins i norra Laos. Provinsen hade 149 700 invånare år 2004, på en area av 6 196 km². Provinshuvudstaden är Ban Houayxay.

## Administrativ indelning
Provinsen är indelad i följande distrikt:
1. Houayxay (5-01)
2. Meung (5-03)
3. Paktha (5-05)
4. Pha Oudom (5-04)
5. Tonpheung (5-02)
6. Nam Nhou special area (5-06)

- Wikimedia Commons har media som rör Bokeo.